# Bediang Mpon Rodrigue
Bediang Mpon Rodrigue, född 12 december 2005, är en volleybollspelare (vänsterspiker). Hon spelar med Kameruns landslag och deltog med dem i VM 2022. På klubbnivå spelar hon med Bafia Evolution i Kamerun.